# Nagisa
Nagisa (dal persiano negin ["gioiello"] (Negin-Sa) [questa combinazione esiste in altri nomi femminili persiani: "Pari-Sa", "Mehr-Sa", "Gol-Sa", "Rokh-Sa" (Roxanne in inglese)] spesso anche Nakisa) (fl. VII secolo) è stata un'arpista e compositrice persiana attiva alla corte di re Cosroe II.

## Biografia
Collaborò con Barbad nei suoi famosi pezzi, Khosrowvani Reali (سرود خسروانى). I temi principali delle sue canzoni erano in lode del re Cosroe. Compose anche l'inno nazionale del tempo.
La musica fiorì, in Persia, durante la dinastia 'sasanide' perché molti governanti erano mecenati d'arte e alcuni erano persino artisti. Sotto i "sassanidi", la poesia, il canto, la musica e l'arte divennero estremamente popolari e molti mecenati come "Cosroe" "e "Ardashir" protessero e promossero la musica. Diversi musicisti, come "Ramtin", Bamshad, Barbad, oltre alla stessa "Nagisa", divennero magistrali fino al punto che le loro influenze sopravvissero al loro tempo. Barbad e Nagisa influenzarono fortemente e contribuirono alla stesura del sistema musicale persiano, Xosrovani. Alcune fonti dicono che una volta il pubblico che assisteva alle esecuzioni di Nagisa, venne così profondamente toccato da perdere i sensi o che si strappò i vestiti ("jame-daran").